# Ветмор (Канзас)
Ветмор (англ. Wetmore) — місто (англ. city) в США, в окрузі Немага штату Канзас. Населення — 348 осіб (2020).

## Географія
Ветмор розташований за координатами 39°38′8″ пн. ш. 95°48′41″ зх. д. / 39.63556° пн. ш. 95.81139° зх. д. (39.635578, -95.811373).  За даними Бюро перепису населення США в 2010 році місто мало площу 1,00 км², уся площа — суходіл.

## Демографія
Згідно з переписом 2010 року, у місті мешкало 368 осіб у 140 домогосподарствах у складі 89 родин. Густота населення становила 368 осіб/км².  Було 152 помешкання (152/км²).
Расовий склад населення:
| - 96,7 % — білих - 1,9 % — корінних американців - 0,3 % — чорних або афроамериканців |

До двох чи більше рас належало 1,1 %. Частка іспаномовних становила 1,9 % від усіх жителів.
За віковим діапазоном населення розподілялося таким чином: 31,0 % — особи молодші 18 років, 55,1 % — особи у віці 18—64 років, 13,9 % — особи у віці 65 років та старші. Медіана віку мешканця становила 31,5 року. На 100 осіб жіночої статі у місті припадало 98,9 чоловіків;  на 100 жінок у віці від 18 років та старших — 100,0 чоловіків також старших 18 років.
Середній дохід на одне домашнє господарство  становив 73 410 доларів США (медіана — 43 500), а середній дохід на одну сім'ю — 100 584 долари (медіана — 43 500). Медіана доходів становила 31 563 долари для чоловіків та 26 250 доларів для жінок. За межею бідності перебувало 12,4 % осіб, у тому числі 14,1 % дітей у віці до 18 років та 3,2 % осіб у віці 65 років та старших.
Цивільне працевлаштоване населення становило 188 осіб. Основні галузі зайнятості: мистецтво, розваги та відпочинок — 23,9 %, виробництво — 21,8 %, освіта, охорона здоров'я та соціальна допомога — 20,7 %.